# 格利博克 (米爾哥羅德區)
50°2′0″N 33°24′38″E / 50.03333°N 33.41056°E
格利博克（烏克蘭語：Глибоке），是烏克蘭的村落，位於該國中部波爾塔瓦州，由米爾哥羅德區負責管轄，分別距離沙爾基夫希納和波卡佐韋2.5公里，海拔高度137米，2001年人口69。